# Right Said Fred
Right Said Fred es un grupo británico de música pop. El nombre del grupo es tomado del nombre de una canción de Bernard Cribbins en 1962.

## Carrera
El grupo fue fundado en 1989 por los hermanos Richard y Fred Fairbrass. En 1991 lanzaron el sencillo "I'm Too Sexy" con el sello Gut Records. La canción, un poco burlona y cantada desde el punto de vista de un modelo masculino fue un éxito en el Reino Unido permaneciendo seis semanas en el número dos detrás de la canción de Bryan Adams "(Everything I Do) I Do It For You".
La canción llegó a listas de los Estados Unidos y se convirtió en éxito mundial. La parte instrumental de la canción está basada en el coro del éxito de 1974 "Dance With The Devil" de Cozy Powell, el cual a su vez se basa en Third Stone From The Sun de Jimi Hendrix.
Su segundo sencillo "Don't Talk Just Kiss" cantado a dúo con Jocelyn Brown llegó al número tres en listas británicas. En 1992 lanzaron su tercer sencillo Deeply Dippy. Aunque fue su sencillo menos vendido, llegó de todos modos al número uno en el Reino Unido. El éxito de los sencillos les llevó a grabar el álbum Up.
En 1993 lanzaron un segundo álbum Sex and Travel y en febrero de ese año contribuyeron en el sencillo Stick It Out.
Su tercer álbum se llamó Smashing, el cual no atrajo la atención del público y por eso deciden irse a Alemania y trabajar con U96. Allí lanzan un sencillo llamado "You're My Mate" y el álbum "Fredhead" en 2002, ambos de gran éxito en ese país, Suiza y Austria. "You're My Mate" estuvo en el Top 100 alemán por 23 semanas y llegó al Top 20 en el Reino Unido. El álbum coescrito y producido por Clyde Ward llegó al número dos en Alemania.
Su siguiente álbum llamado Stand up fue disco de oro. La canción homónima fue número uno en Japón, escrita por Clyde Ward y los hermanos Fairbrass.

## Discografía

### Álbumes
- Up (1992) N.º 1 Reino Unido #46 EE. UU.
- Sex & Travel (1993)
- Smashing! (1996)
- Fredhead (2001)
- Stand Up (2002)
- For Sale (2006)
- I’m a Celebrity (2008)
- Stop the world (2011)
- Exactly (2017)

### Sencillos
|           | Año  | Título                             | Billboard Hot 100 | UK singles chart |
| --------- | ---- | ---------------------------------- | ----------------- | ---------------- |
| Julio     | 1991 | "I'm Too Sexy"                     | #1                | #2               |
| Diciembre | 1991 | "Don't talk just kiss"             | #76               | #3               |
| Marzo     | 1992 | "Deeply Dippy"                     | –                 | #1               |
| Julio     | 1992 | "Those simple things" / "Daydream" | –                 | #29              |
| Febrero   | 1993 | "Stick it out"                     | –                 | #4               |
| Octubre   | 1993 | "Bumped"                           | –                 | #32              |
| Diciembre | 1993 | "Hands up (4 Lovers)"              | –                 | #60              |
| Marzo     | 1994 | "Wonderman"                        | –                 | #55              |
| Octubre   | 2001 | "You're my mate"                   | –                 | #18              |
| Enero     | 2002 | "We Are The Champs"                | –                 | -                |
| Mayo      | 2007 | "I'm Too Sexy 2007"                | –                 | #56              |
| Agosto    | 2009 | "Sexy Bum"                         | –                 | -                |

- Datos: Q427469
- Multimedia: Right Said Fred / Q427469